# Langensalza-Denkmal (Eldagsen)

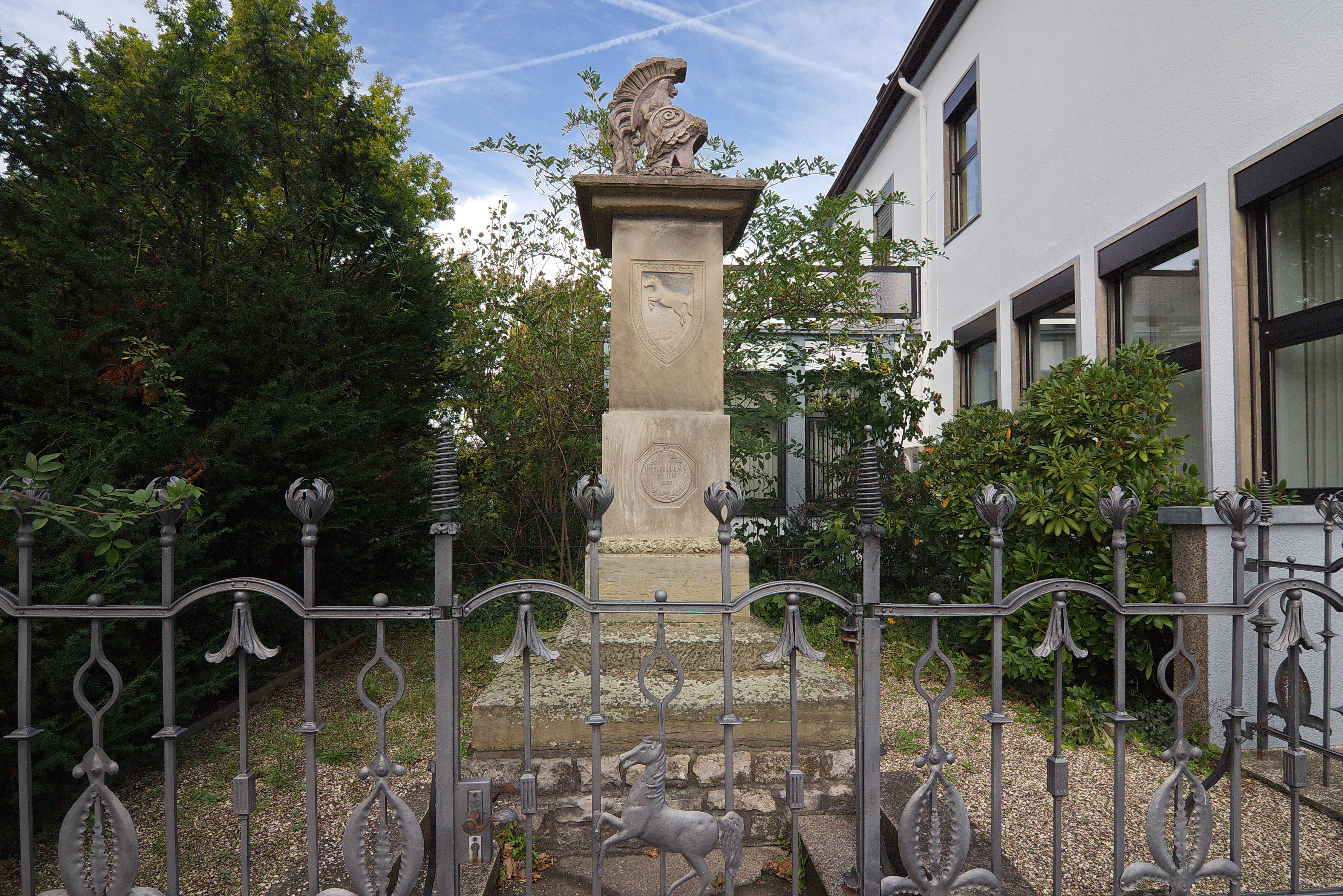
Das Langensalza-Denkmal in Eldagsen

Das  Langensalza-Denkmal in Eldagsen, einem Stadtteil von Springe in der Region Hannover in Niedersachsen, erinnert an die Schlacht bei Langensalza. Es ist ein denkmalgeschütztes Bauwerk.

## Geschichte
Die Armee des Königreichs Hannover hatte mit der Schlacht bei Langensalza am 27. Juni 1866 das erste größere Gefecht während des Deutschen Krieges gegen Preußen und dessen Bündnispartner Sachsen-Coburg und Gotha gewonnen. Zwei Tage später musste Hannover jedoch wegen des Mangels an Verpflegung und Munition kapitulieren. Nach Kriegsende annektierte Preußen zum 3. Oktober 1866 das Königreich Hannover.
Durch die Lage Eldagsens an der Straße zwischen dem Jagdschloss Springe und dem Schloss Marienburg hatte die hannoversche Königsfamilie mit ihrem Gefolge des Öfteren in der Stadt Station gemacht und war dabei begeistert begrüßt worden.
Nach der Annexion des Königreichs verbot die preußische Verwaltung die beabsichtigte Errichtung eines Denkmals für die Schlacht bei Langensalza auf dem Schützenplatz, auf öffentlichem Grund. Den Bauantrag hatte ein Komitee von Eldagsener Bürgern gestellt, das der Magistrat als vorgeschoben einstufte.
Rittmeister a. D. von Jeinsen stellte daraufhin ein 66 m² großes Stück seines Ritterguts im Nordosten der Altstadt als Bauplatz für ein Denkmal an der Langen Straße, an der Durchgangsstraße im Ortskern Eldagsens, zur Verfügung. Weitere Initiatoren des Baus waren Oberappellationsrat a. D. Conrad Wedemeyer, der Besitzer des Oberguts Eldagsen, und sein Schwager Oberstleutnant von Hartwig. Der Bildhauer des Eldagsener Langensalza-Denkmals war Conrad Wedemeyers Schwiegersohn Michael Arnold aus Kissingen.

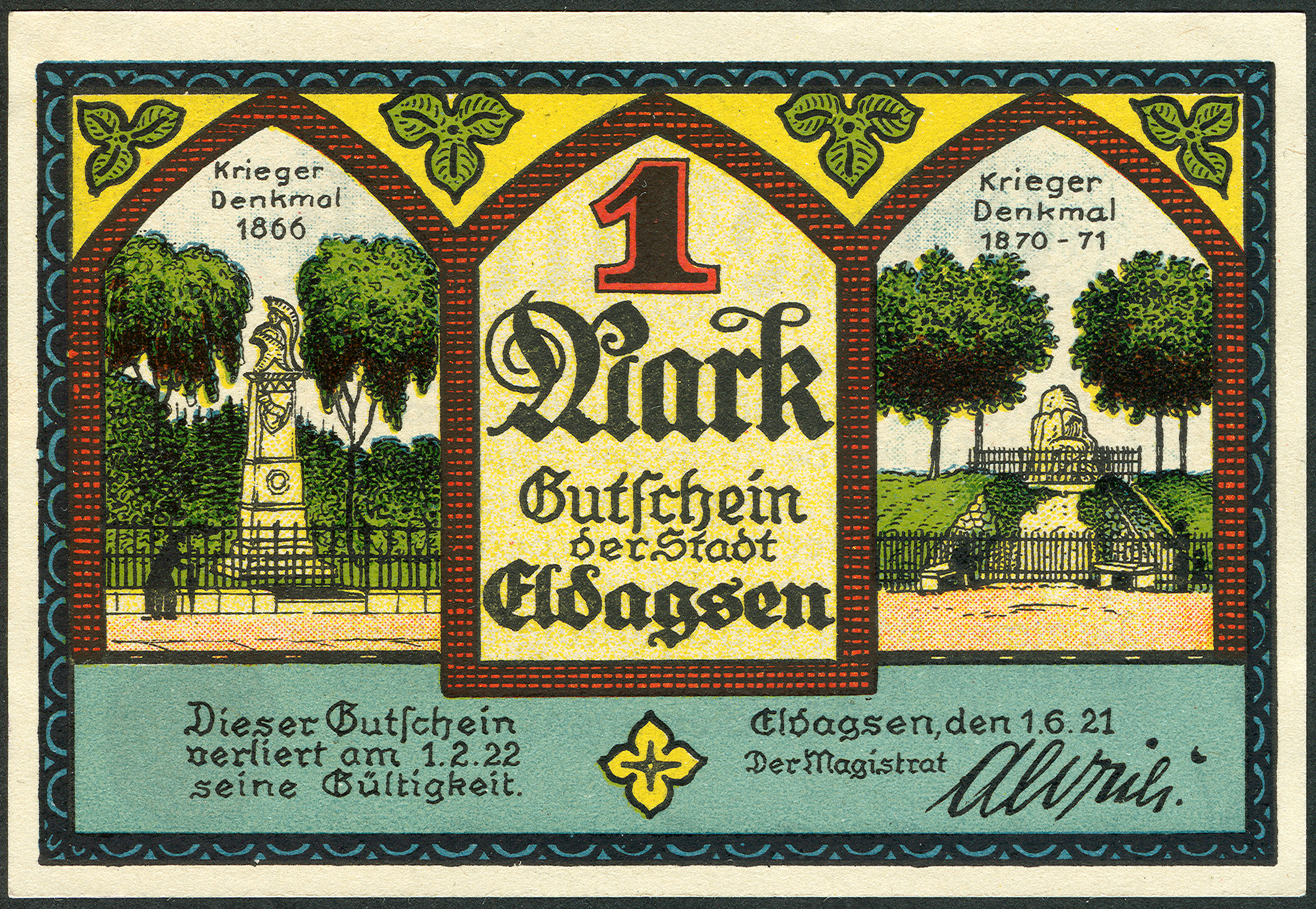
Das Langensalza-Denkmal (links) auf einem Notgeldgutschein der Stadt Eldagsen (1921)

Das Langensalza-Denkmal wurde am 27. Juni 1872 eingeweiht.
Der Magistrat zu Eldagsen verbot einen geplanten Aufmarsch mit demonstrativem Charakter, da er befürchtete, dass es zu einer Störung der öffentlichen Ordnung kommen könnte. Zur Absicherung von Denkmalsenthüllung, Festreden, Bankett, Festessen und Tanz im Gasthaus wurden ein Oberwachtmeister und zehn Gendarmen angefordert. Der Bürgermeister verlangte zudem, zu Beginn des Festessens „die anwesenden Frauenzimmer zu entfernen“.
Auf dem Schützenplatz wurde später das Denkmal für Eldagsens Gefallene im Deutsch-Französischen Krieg von 1870 bis 1871 errichtet.
Das Langensalza-Denkmal war um die Jahrhundertwende ein beliebtes Fotomotiv. Anfang der 1920er Jahre war es eines der Motive auf den von der Stadt Eldagsen als Notgeld ausgegebenen Gutscheinen.
Vor dem 125-jährigen Gedenken an die Schlacht im Jahr 1991 wurde das Denkmal auf Initiative des Heimatbundes Eldagsen aus Spendengeldern restauriert. Spender waren unter anderem Prinz Ernst August von Hannover und Baron von Jeinsen.

## Beschreibung

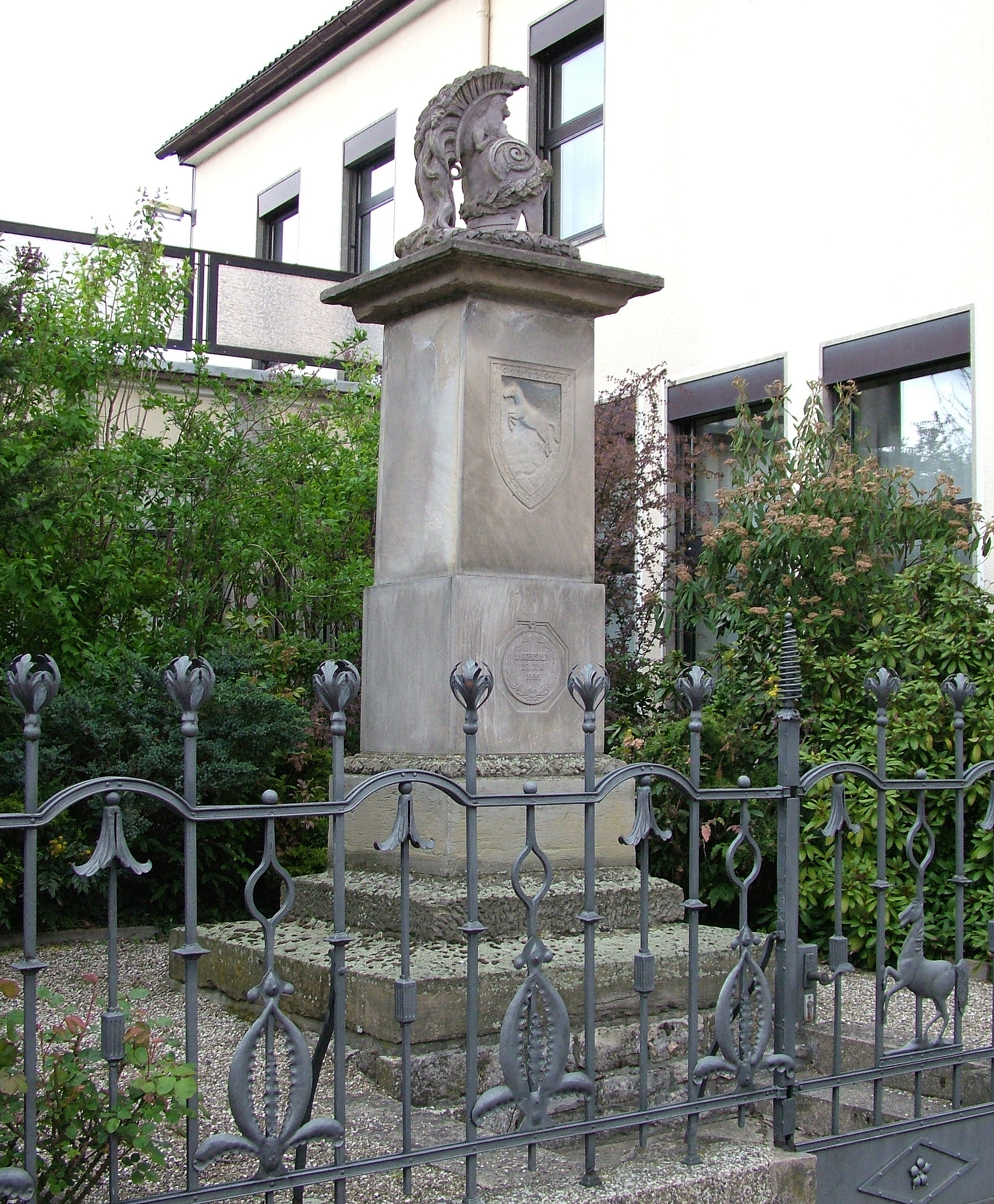
Langensalza-Denkmal – Schrägansicht

Das Denkmal besteht aus einer Säule von quadratischer Grundform mit einem nach Osten, zur Marienburg, gerichteten Raupenhelm als Bekrönung. Die der Straße zugewandte Vorderseite der Säule zeigt einen Wappenschild mit dem Welfenross. Der untere Teil der aus zwei Steinquadern gebildeten Säule trägt in achteckigem Rahmen ein rundes Medaillon mit der Inschrift „Langensalza, 27. Juni 1866“.
Die Inschrift auf der Rückseite der Säule erinnert an den einzigen Eldagsener sowie an zwei Kameraden aus den Nachbarorten Adensen und Gestorf unter den Gefallenen der Schlacht bei Langensalza.
- Prim. Leutnant u. Adjutant Ernst von Linsingen vom 1. Jaeger Bataillon aus Gestorf[10]
- Infanterist Conrad Warneke vom 3. Infanterie-Regiment aus Eldagsen[10]
- Grenadier Christian Wolters vom Garde Regiment aus Adensen[10]

## Denkmalschutz
Das Langensalza-Denkmal in Eldagsen ist unter der Bezeichnung „Denkmal Langensalza 1866“ als Einzeldenkmal gemäß § 3 Abs. 2 NDSchG unter der Objekt-ID 28821097 geschützt.
An der Erhaltung des Denkmals besteht aufgrund seiner geschichtlichen Bedeutung ein öffentliches Interesse.
Siehe auch die Liste der Baudenkmale in Eldagsen auf der Liste der Baudenkmale in Springe.